# Pharsalia cameronhighlandica
Pharsalia cameronhighlandica là một loài bọ cánh cứng trong họ Cerambycidae.